# Deroplia genei
Deroplia genei је инсект из реда тврдокрилаца (Coleoptera) и фамилије стрижибуба (Cerambycidae). Припада потфамилији Lamiinae.

## Распрострањење и станиште
Распрострањена је у већем делу Европе и у Малој Азији, али је ретка врста. У Србији је ретко налажена. Насељава топле храстове шуме. 

## Опис
Deroplia genei је дугaчка 6—10 mm. Тело је светлије или тамније црвеносмеђе. Глава (осим клипеуса) и пронотум (осим бочног дела) покривени су густим, жућкастим или жуто-сивим длачицама. Изглед покрилаца је мрљаст. Врх покилаца је косо одсечен према унутра.

## Биологија и развиће
Имага су активна у пролеће, од априла до јуна. Ларвe се развијаjу у сувим гранама храста и питомог кестена. Развиће ларве траје две године, након чега се ларве улуткавају у касно лето. Имага еклодирају у јесен, а презимљују у шумској стељи. Налазе се на сувим гранама, могу се скупити у пролеће трешењем грана на којима је увело лишће. Активна су ноћу.